# Littoral sud de l'État de São Paulo
Le littoral sud de l'État de São Paulo est l'une des 15 mésorégions de l'État de São Paulo. Elle regroupe 17 municipalités groupées en 2 microrégions.

## Données
La région compte 498 216 habitants pour 13 201 km2.

## Microrégions
La mésorégion du littoral sud de l'État de São Paulo est subdivisée en 2 microrégions :
- Itanhaém ;
- Registro.